# Pepa a Loba
Pepa a Loba és una figura llegendària de la història de Galícia. Segons la tradició era una bandolera de finals del segle xix, que va acumular fama assaltant els camins i robant a cacics i clergues.

## Biografia
Les històries que parlen d'una bandida anomenada Pepa a Loba, que dirigia la seva pròpia banda de lladres, en són moltes i s'escampen per tot Galícia. Totes aquestes històries fan referència al segle xix.
L'escriptor Carlos Reigosa, autor d'una novel·la sobre la vida de Pepa a Loba, diu que, segons les seves fonts, la famosa bandolera hauria nascut al nord de la província de Pontevedra la dècada de 1830. Va actuar a les terres del centre de Galícia, des de Monterroso fins a la costa occidental, i que a la dècada de 1860 va desplaçar el seu àmbit d'actuació vers les terres del nord de Lugo. Segons Reigosa, a més, existirien testimonis populars que apuntarien l'existència d'una casa de la seva propietat a la Terra Chá i que abans de trobar-se presa a A Coruña hauria passat ja per la presó de Mondoñedo.
Maximino Fernández Sendín i Carlos G. Reigosa també són de l'opinio que Pepa a Loba hauria nascut a la província de Pontevedra, a Couso o Amoedo.
A part d'aquestes històries de la veu popular, existeix una referència escrita que provaria l'existència real de Pepa a Loba. Es tracta d'una menció que en fa l'escritora i penalista Concepción Arenal després d'una visita que va fer a la presó de A Coruña.

### Autoria múltiple
Una possibilitat és que hi hagués més d'una Pepa Loba. Seguint aquesta teoria, hauria existit una primera bandida que duria aquest nom i d'altres dones dedicades al bandolerismetambé l'haurien adoptat. Això i el fet que Pepa i Loba no siguin tampoc apelatius estranys a la Galícia de l'època, podria explicar l'existència de referències d'ella per tot Galícia.